# Dmítrievka (Tiumén)
|  | Per a altres significats, vegeu «Dmitríevka». |

Dmítrievka (en rus: Дмитриевка) és un poble de l'óblast de Tiumén, a Rússia, que en el cens del 2010 tenia 80 habitants.